# Šlapanov (nádraží)
Šlapanov je železniční stanice v obci Šlapanov v okrese Havlíčkův Brod. Stanice byla otevřena v roce 1871.

## Provozní informace
Zastávka má dvě nástupiště. Ve stanici není možnost zakoupení si jízdenky a trať procházející stanicí je elektrizovaná střídavým proudem 25 kV, 50 Hz. Provozuje ji Správa železnic.

## Doprava
Zastavují zde pouze osobní vlaky, které jezdí do Jihlavy a Havlíčkova Brodu. Dále zde projíždí rychlík na trase Praha – Jihlava.

## Tratě
Zastávkou prochází tato trať:
- Havlíčkův Brod – Jihlava – Veselí nad Lužnicí (č. 225)